# Multitap
Pour la technologie de saisie de texte, également appelée MultiTap, voir Saisie intuitive.

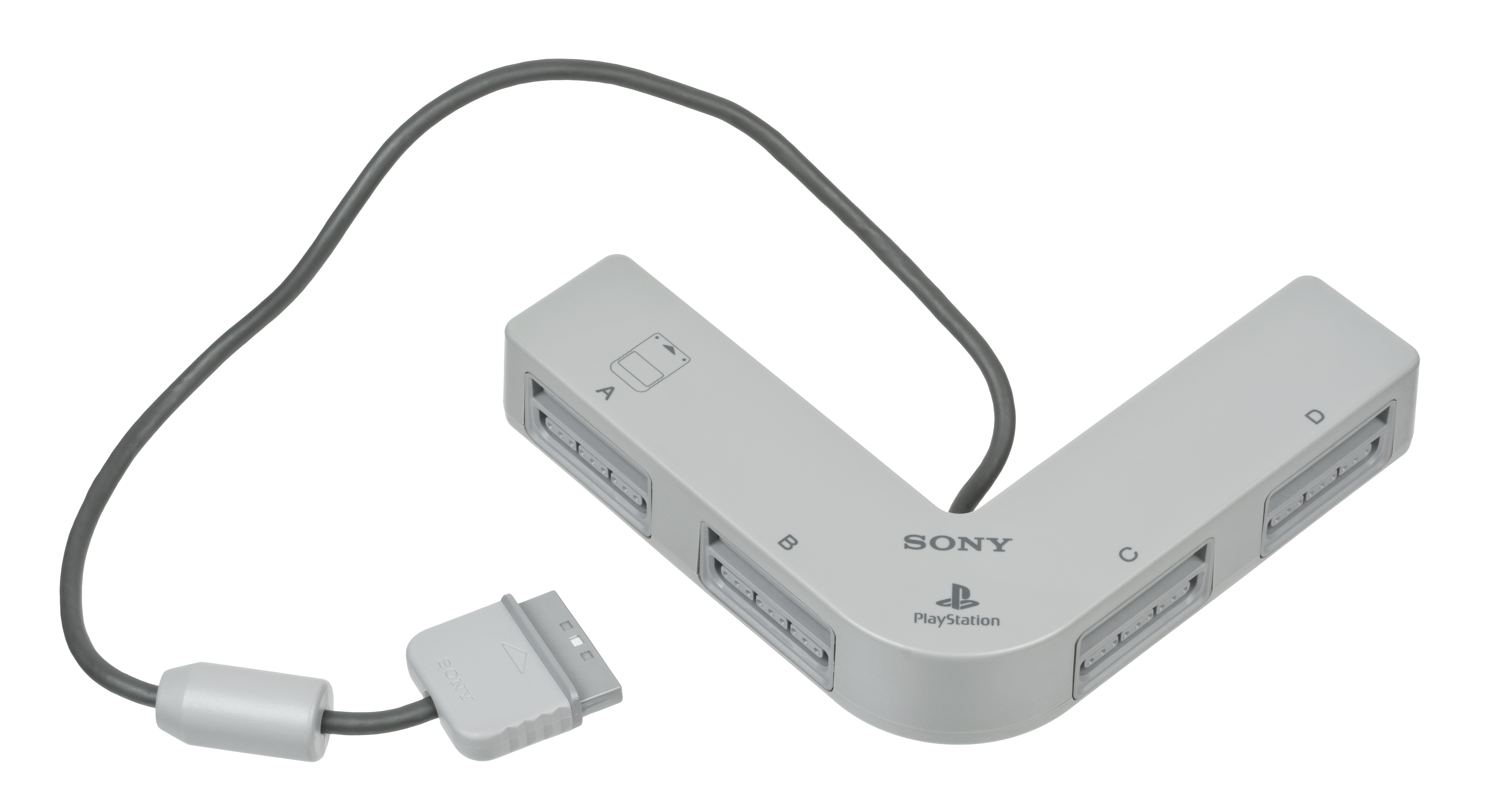
Multitap pour PlayStation.

Un multitap est un périphérique de console de jeux vidéo qui augmente le nombre de ports de contrôleur à la disposition du joueur, permettant l'ajout de contrôleurs supplémentaires, similaire à un hub USB. Un multitap prend souvent la forme d'une boîte avec trois ou plusieurs ports de contrôleur, il est à connecter à un port libre de la console.
Généralement les jeux de sport supportent le multitap en raison de l'aspect multijoueur de certains jeux, bien que certains jeux de rôle et de tir à la première personne tirent avantage du support d'un multitap.